# Bivacco Renzo e Sebastiano Sberna
Il bivacco Renzo e Sebastiano Sberna era un bivacco italiano non custodito, sito nelle Alpi Graie, in Valle d'Aosta, nella Valsavarenche, a 3414 m s.l.m.. Il bivacco era gestito dalla sezione di Firenze del Club Alpino Italiano e nel 2019 è stato chiuso per problemi di inagibilità statica a causa dei cambiamenti climatici.

## La posizione
Il bivacco si trovava sulle colle est del Grand Neyron alle pendici dell'Herbétet, in Valsavarenche e fu costruito dalla Sezione CAI di Firenze nel 1950 in onore di Renzo e Sebastiano Sberna.
Nel 2019 viene pubblicato sulla rivista Montagne 360 del Club Alpino Italiano il seguente comunicato per argomentare la chiusura definitiva del bivacco: "A seguito della forte riduzione del ghiacciaio del Grand Neyron dovuta ai noti problemi dell'aumento delle temperature, già da qualche anno era scomparso il ghiaccio sul fianco nord del colle, su cui è posta la struttura, trasformando il già ripido pendio in una frana di sfasciumi di terra e rocce in continua erosione. Nell'ultimo anno la situazione è ancora peggiorata: la struttura si trova ora con la base sul bordo degli sfasciumi".